# Thaxteriella corynespora
Thaxteriella corynespora är en svampart som först beskrevs av Munk, och fick sitt nu gällande namn av J.L. Crane, Shearer & M.E. Barr 1998. Thaxteriella corynespora ingår i släktet Thaxteriella och familjen Tubeufiaceae.   Inga underarter finns listade i Catalogue of Life.
I den svenska databasen Dyntaxa används istället namnet Tubeufia corynespora för samma taxon.  Arten är reproducerande i Sverige.